# William J. Coughlin
William Jeremiah Coughlin (1929 – 25. april 1992) var en amerikansk forfatter, der også skrev under pseudonymet Sean A. Key.
Han er mest kendt for blandt andet at have skrevet bøgerne
- The Twelve Apostles. Dansk titel: De tolv apostle (1985)
- Her Father's Daughter. Dansk titel: Testamentet (1987)
- Her Honor. Dansk titel: Et spørgsmål om ære (1989)
- In The Presence Of Enemies. Dansk titel: Skjult fjende (1991)
- Shadow of a Doubt. Dansk titel: En skygge af tvivl (1993).
- Apellen (1994)

Ud over sit forfatterskab arbejdede Coughlin som dommer ved retten i Detroit, USA. Mange af hans romaner er således også inspireret af hans kendskab til det amerikanske retsvæsen.